# Die 2 (Krimiserie)
Die 2 (Originaltitel: The Persuaders!) ist eine britische Krimiserie, die von Mai 1970 bis Juli 1971 mit Roger Moore und Tony Curtis in den Hauptrollen entstand. Die Serie wurde 1971 und 1972 in Großbritannien ausgestrahlt und darüber hinaus in mehr als 80 Ländern gezeigt. Serienschöpfer Robert S. Baker hatte zuvor bereits die Serie Simon Templar produziert, in der Moore ebenfalls der Hauptdarsteller war.

## Handlungen
Die zwei charakterlich gegensätzlichen Hauptfiguren der Serie sind der aus der New Yorker Bronx stammende amerikanisch-lockere Geschäftsmann Danny Wilde (Tony Curtis) und der etwas steife Brite Lord Brett Sinclair (Roger Moore) aus einem alten schottischen Adelsgeschlecht. Beide sind als reiche Playboys etwas gelangweilt, bis sie beginnen, im Auftrag des pensionierten Richters Fulton (Laurence Naismith) Kriminalfälle zu lösen, deren Akten noch nicht geschlossen werden konnten.
Zu diesem Hobby kamen sie eher unfreiwillig: Nach einer von den beiden angezettelten Schlägerei in der Bar des Luxushotels Hôtel de Paris in Monte Carlo drohte ihnen ein Gefängnisaufenthalt von 90 Tagen. Fulton versprach, sie vor dem Gefängnis zu bewahren, wenn sie für ihn tätig würden. Obwohl beide weder Neigung verspürten, mit dem anderen zusammen noch für Fulton zu arbeiten, willigten sie ein. Die beiden betreiben die Kriminalistik jedoch keineswegs professionell, sondern verstehen sich eher als Amateure, die interessanten Kriminalfällen mehr zum Zeitvertreib nachgehen, zumal diese sich hauptsächlich an Orten wie London, St. Tropez oder Paris ereignen. Viele Aufträge ergeben sich auch aus Zufälligkeiten heraus, wie zum Beispiel aus Begegnungen mit attraktiven Frauen in Schwierigkeiten. In 11 der 24 Folgen wird der eine oder andere „Zufall“ von Richter Fulton geschickt herbeigeführt, um beispielsweise diskreter als durch die Behörden ermitteln zu können.

## Hauptfiguren

### Lord Brett Sinclair
Sinclairs vollständiger Name ist Brett Rupert John George Robert Andrew Sinclair, 15th Earl of Marnock. Er wurde am 10. November 1930 in Schottland geboren; sein Alter beträgt in der Serie also 41 bzw. 42 Jahre. Einigen Aufschluss über sein Leben gibt der Vorspann der Serie: Hier ist Sinclair als kleiner Junge zu sehen. Harrow, eine exklusive britische Privatschule, wird als seine Schule gezeigt, danach ist er vermutlich als Student in der Ruder-Mannschaft der Universität Oxford zu sehen. Später war er Angehöriger der britischen Streitkräfte bei einem der Garderegimenter. Als privilegierter Adeliger genoss er eine hervorragende Ausbildung. In der ersten Folge äußerte Sinclair in einem Gespräch mit Richter Fulton, er spreche sieben Sprachen. Sein Reichtum zeigt sich in einigen Folgen unter anderem durch prächtige Landhäuser und Schlösser. Als ein Peer on his own right (Adeliger mit ererbtem Titel) ist er als Lord Mitglied des britischen Oberhauses. Er lebt in einem Appartement in einer vornehmen Londoner Gegend mit der Adresse 54 Queen Anne’s Gate. Sinclair ist der rechtmäßige Erbe des Familienvermögens und sämtlicher Titel als Erbe des Duke of Caith, seines alternden Onkels. 
Der Lord ist seinem Vaterland sehr verbunden und ein überzeugter Angehöriger der Aristokratie, was von seinem Freund Danny Wilde in der deutschen Synchronfassung oftmals ironisch pointiert wird. Sinclair ist jedoch nicht nur ein denkender, sondern auch ein sehr sportlicher Mensch. Hürden und Hindernisse bewältigt er zumeist spielend und nimmt auch an sportlichen Wettkämpfen wie Pferde- und Autorennen teil. Der Vorspann zeigt Bilder von ihm als Rennfahrer und Galopp-Rennreiter. Sein Modebewusstsein verhilft ihm zu einem exklusiven Erscheinungsbild. Dieses äußert sich in dem für die 1970er Jahre typischen grellen Kleidungsstil, aber auch in seinem britischen Sportwagen Aston Martin DBS. Trotz seiner durchweg positiven Eigenschaften und seines Erfolgs bei Frauen wirkt Sinclair nie überheblich oder gar arrogant. Sein Verhältnis zu Danny Wilde ist – bis auf die erste Folge, in der die Konkurrenz zwischen beiden überwiegt – humor- und respektvoll.

### „Danny“ Wilde
Auch zu Daniel „Danny“ Wildes Lebenslauf ist der Vorspann der Serie aufschlussreich. Er entstammt einem New Yorker Slum und konnte sich im Laufe der Jahre bis zum Öl-Millionär hocharbeiten. Wilde hat keine Probleme mit seiner Herkunft und hat nun ein bequemes Leben, in dem er sich hauptsächlich damit beschäftigt, die Annehmlichkeiten seines Reichtums zu genießen. Eine seiner Haupteigenschaften in der deutschen Synchronfassung ist ein frecher Humor, auf den jedoch niemand in seinem Umfeld ernsthaft reagiert. Dies liegt an der sehr unterschiedlichen Darstellung des Charakters im Vergleich zum englischen Original. Er hat wie Sinclair niemals schlechte Laune und wirkt selten ernst, es sei denn, es geht um sein Leben oder das des Lords. Des Weiteren ist Wilde sportlich und ausgesprochen charmant und zugleich beinahe aufdringlich Damen gegenüber. Bei Frauen ist er ebenso beliebt wie sein Freund. Er verfügt über weniger Bildung als Sinclair, aber über ein größeres Vermögen. Wilde kleidet sich zumeist noch modischer und fährt einen exklusiven Dino 246 GT. Er ist zur Handlungszeit etwa Mitte vierzig.

## Besetzung und Drehorte
Der Produzent Robert S. Baker hatte die Idee zur Serie während der Dreharbeiten zur Fernsehserie Simon Templar der Jahre 1962 bis 1968. Den Einfall probierte er in der Episode The Ex-King of Diamonds der Serie aus und stellte für diese Folge dem Hauptdarsteller Roger Moore Stuart Damon als den texanischen Abenteurer Rod Huston zur Seite – zunächst als rivalisierenden, im Verlaufe der Handlung jedoch freundschaftlich gesinnten Charakter. Damit stand Roger Moore als Hauptdarsteller für die geplante Fernsehserie fest. Dessen Darstellung des Lords war makellos und wirkte ausgesprochen erfahren. In der deutschen Synchronisation wurde Moore von Lothar Blumhagen gesprochen.
Da die Serie aufwendig gedreht werden sollte, war bereits vor Produktionsbeginn klar, dass sie – um sie trotz der hohen Produktionskosten rentabel zu machen – möglichst weltweit, jedenfalls aber in die USA verkauft werden musste. Es musste daher ein insbesondere in den USA populärer amerikanischer Schauspieler gefunden werden. Baker bot die Serie zunächst Rock Hudson an, der jedoch wegen anderweitiger Verpflichtungen nicht zusagen konnte. Danach kam Glenn Ford ins Gespräch, jedoch hatte Moore bereits in den USA mit Ford nur schlecht zusammengearbeitet und lehnte Ford als Co-Star ab. Daraufhin bat Baker die amerikanischen Network-Partner ihm eine Liste der von diesen bevorzugten Schauspieler zu geben. Auf Platz 1 dieser Liste stand Tony Curtis. Obwohl Curtis bisher nicht für das Fernsehen, sondern nur für große Kinofilme vor der Kamera gestanden hatte, konnte ihn Lew Grade zu einer Zusage überreden. Dadurch, dass Curtis die Rolle übernahm, war auch die „Rangfolge“ geklärt: Curtis war ein weit größerer Star als Moore, führte die Besetzungsliste an („Curtis + Moore“) und erhielt eine weitaus höhere Gage als Moore. Curtis spielte seine Rolle sodann von Anfang an sehr engagiert und enthusiastisch. Er nahm in der Folge Die Vergangenheit des Grafen selbstironisch Bezug auf seinen wirklichen Namen Bernard Schwartz, indem er sich am Telefon mit „No, this is not Mr Schwartz!“ meldet. Rainer Brandt, Curtis’ deutsche Synchronstimme, nahm diesen Insiderwitz auf, indem er Wilde sagen ließ: „Nein, hier ist nicht Mr. Schwartz, hier ist Karlheinz Weiss!“
Das hohe Budget der Serie machte es möglich, dass die Außenaufnahmen der einzelnen Episoden an den Originalschauplätzen gedreht wurden. Die Szenen in Südfrankreich entstanden hauptsächlich in Cannes, Nizza und Monte Carlo. Teile der Auftaktfolge wurden in Saint-Jean-Cap-Ferrat gedreht. Die Szene in Die tote Tänzerin, in der Brett auf der Suche nach Julie Blake in einem Dorf hält, wurde in Èze gedreht. Die Wasserski-Szene in dieser Folge und im Serienvorspann entstand im Hafen von Mandelieu-la-Napoule. Die England-Szenen wurden mehrheitlich in der Grafschaft Buckinghamshire gedreht. Viele Außenaufnahmen fanden in den Wäldern Burnham Beeches und Black Park statt. Die Außenaufnahmen für die Lindley-Villa in Erben bringt Sterben und der Landsitz des Herzogs in Adel vernichtet wurden an dem Landsitz Heatherden Hall, nahe der Pinewood Studios in Buckinghamshire, gedreht. Weitere Außenaufnahmen für die Folge Erben bringt Sterben entstanden in Lincoln’s Inn. Sinclairs Londoner Stadtwohnung kann heute von außen besichtigt werden. Die Anschrift lautet 15 Queen Anne’s Gate, London SW1. Das Stadthaus befindet sich in der Nähe des St. James’s Park (U-Bahn-Station St. James’s Park). Für die Episode Am Morgen danach wurde Osterley Park als Drehort genutzt. Die Außenaufnahmen der Episode Der Tod kommt live wurden in London u. a. in der Grove End Road, der Fleet Street und am Tower of London gedreht. Das Meadow Cottage in Das Alptraum-Schlösschen wurde in den 1980er Jahren abgerissen und durch ein neues Gebäude mit dem Namen Meadow Grange ersetzt. Die Anschrift ist: Chalfont Park, Amersham Road, Gerrards Cross, Buckinghamshire, SL9 0PX. Im selben Serienteil übernachten Brett Sinclair und die angebliche Ornithologin im heutigen The White Horse an der Village Lane in Hedgerley unweit der Pinewood Studios.

## Die deutsche Fassung

### Synchronisation und Ausstrahlung in Deutschland
Anfang der 1970er Jahre wurden zunächst nur 15 der 24 Folgen vom ZDF erworben, von der Deutschen Synchron bearbeitet und 1972 ausgestrahlt. Die Bücher schrieb Rainer Brandt, der zusammen mit Karlheinz Brunnemann auch Regie führte.
Dieselben Folgen wurden vom ZDF 1976/1977 erneut gezeigt. Bei der dritten Ausstrahlung im ZDF 1984 wurden zwei weitere Folgen (12 und 15 der obigen Aufstellung) zusätzlich synchronisiert und gesendet; die Folge Der Tod kommt live wurde nicht wiederholt. 1984 wurden die ursprünglich 50 Minuten langen Folgen außerdem auf jeweils 45 Minuten gekürzt, um dem geänderten Programmschema des ZDF gerecht zu werden. Die letzte Wiederholung durch das ZDF lief im Sommer 1989 auf dem Sendeplatz der Serie Der Denver-Clan, die sich in der Sommerpause befand.
Die fehlenden sieben Folgen wurden erst 1994 vom Privatsender Kabelkanal erworben und mit den ursprünglichen Sprechern synchronisiert. Damit wurden erstmals 1994 auf Kabelkanal alle Folgen im deutschen Fernsehen gesendet. Die bis dahin fehlenden Folgen wurden diesmal von Rainer Brandt Film Produktionsgesellschaft synchronisiert. Buch und Regie verantwortete nun allein Rainer Brandt. Teilweise ist dies an zeitlichen Bezügen erkennbar, so etwa in Folge 20; als Felix sein Toupet abnimmt und Danny murmelt: „Oh, Glatznost!“; mit dem Wort Glasnost hätte in den frühen Siebzigern – lange vor Gorbatschow – niemand etwas anfangen können.
Tony Curtis wurde von Rainer Brandt selbst gesprochen, Roger Moore von Lothar Blumhagen und Laurence Naismith von Friedrich Wilhelm Bauschulte.
Für zwei Folgen existieren abweichende Synchronfassungen, die auf VHS-Kassette veröffentlicht wurden. Eine erstellte ebenfalls Rainer Brandt mit den aus der Fernsehfassung bekannten Sprechern. Die zweite wurde hingegen in einem anderen Synchronstudio bearbeitet. In dieser Fassung sind Hannes Gromball und Thomas Danneberg als Lord Sinclair und Danny Wilde zu hören sowie Herbert Weicker als Richter Fulton. Diese Synchronfassung ist als Bonusmaterial Bestandteil der Blu-ray-Veröffentlichung.
Die Serie wurde 2012 auf ZDFneo erstmals in HD gezeigt und 2021 auf One erstmals auch mit Originalton gesendet.

### Rezeption und deutsche Synchronisation
Während die Serie in den USA floppte (und deshalb auch keine weiteren Folgen gedreht wurden), war die Sendung in Großbritannien, Australien und mehreren Ländern Europas ein Erfolg. In Deutschland erreichte die Serie sogar Kultstatus. Dies lag an der Synchronisation nach den Dialogbüchern Rainer Brandts, die zum Teil erheblich vom Original abweichen: Während es sich im englischen Original zwar auch um eine Krimiserie mit Humor handelt, wurden für die deutsche Fassung flapsige und witzige Sprüche („Hände hoch – ich bin Achselfetischist!“ oder „Sleep well in your Bettgestell!“ …) ergänzt. Außerdem gab es Anspielungen auf die deutsche Sendeanstalt oder das Fernsehen als solches. So kommentierte Danny Wilde das Halten im Parkverbot mit der Bemerkung: „Mach’ ich vorm ZDF auch immer so.“ In einer anderen Folge fiel folgender Kommentar: „Lass doch die Sprüche, die setzen ja die nächste Folge ab!“ Selbst die freie Übersetzung der Synchronisation als solche persiflierte Brandt in der Serie: Auf die Bemerkung Richter Fultons „Sie haben schon ’ne Menge Sprüche losgelassen, die nicht jedermanns Geschmack gewesen sind.“ lässt er Danny Wilde antworten: „Leute, die lieber Originaltexte hören, interessieren doch nicht!“ Brandt etablierte mit dieser Serie endgültig sein sogenanntes Schnodderdeutsch.
Rainer Brandt erzählte in mehreren Interviews, dass sich Tony Curtis, der Deutsch verstand, nach dem Dreh der ersten Staffel drei Folgen der deutschen Fassung schicken ließ und davon so begeistert war, dass er eine Weiterführung der Serie unter der Bedingung anregte, dass Brandt nun auch die Original-Drehbücher schreiben sollte. Dieses Vorhaben scheiterte laut Brandt aber daran, dass sich Curtis und Moore zerstritten.
Beispiel:
| Original | Wörtliche Übersetzung | Synchrontext von Brandt |
| --- | --- | --- |
| Moore: Next! | Moore: Die Nächste! | Moore: Die nächste Dame! |
| Curtis: Bye, bye, bye. Had a nice time while being here. Oh, I am going. Thank Sir Louis for using the plane. (Mister Wilde…) (Thanks.) Au revoir and merci beaucoup! Bye! | Curtis: Tschüss, tschüss, tschüss. Ich hatte eine schöne Zeit, während ich hier war. Oh, ich gehe jetzt. Danken Sie Sir Louis für die Benutzung des Flugzeugs. (Mister Wilde...) (Danke.) Au revoir und merci beaucoup! Auf Wiedersehen. | Curtis: So, Ihr Mäuschen, jetzt müsst Ihr ganz tapfer sein und ohne den Papi fertig werden. Wenn’s auch schwer fällt. Aber ich brauch ja auch mal Urlaub, hehe. Jetzt aber rein ins süße Leben. Und bringt mir das Vögelchen gesund ins Nest zurück! Bye! (Ihr Wagen, Mister Wilde!) So soll’s sein! (Danke) Ich Ihnen auch! Au revoir! (Gute Fahrt!) Das wollen wir gemeinschaftlich hoffen! |
| Moore: Hough! Curtis: Hey! Yeah, you! Would you move your car, please? Thank you very much! Why don’t you do that in your bedroom, get out of the way!                     | Moore: Hugh! (vermeintlicher Indianergruß) Curtis: Hey! Ja, Sie! Würden Sie bitte Ihr Auto wegfahren? Ich danke Ihnen vielmals! Warum machen Sie das nicht in Ihrem Schlafzimmer, gehen Sie aus dem Weg!                                 | Moore: Dass Ihr mir nicht unter die Räder kommt! Curtis: Hallo, Sie! Schmusebacke! Würden Sie Ihren Kachelofen freundlichst zur Seite stellen, man möchte passieren! Na, ist denn der Mensch hartnäckig im Verkehr! Laden Sie die Damen doch mal in Ihr Zelt ein, Sie Pfadfinder! Ja, noch ein Küsschen! Moore: Ciao! (Ciao!)                                                                 |

## Musik
Die Titelmusik zur Serie schrieb der durch die James-Bond-Filme bekannte Filmkomponist John Barry. Die Filmmusik stammt von Ken Thorne, der immer wieder Anleihen bei bekannten Titelmelodien (z. B. Kobra, übernehmen Sie) nahm, was den persiflierenden Charakter der Serie hervorhebt. Daneben verwendete Thorne auch Teile der Originalmusik aus dem Beatles-Film Help!
1995 wurde die Titelmelodie für einen Werbespot der Firma Peugeot verwendet. 2007 sendete der französische Sender France 2 eine satirische Berichterstattung über die Beziehung zwischen Präsident Nicolas Sarkozy und seinem ersten Premierminister François Fillon und verwendete die Titelmelodie.

## Ausstattungen

### Fahrzeuge
Die beiden Titelhelden besaßen jeweils einen eigenen zeittypischen Sportwagen, der sie durch die ganze Serie begleitete: Wilde steuerte einen, vom Hersteller zur Verfügung gestellten, roten Ferrari Dino 246. Der Wagen trägt durchgängig das originale italienische Kennzeichen 221400 MO der Provinz Modena. Sinclair fuhr einen „bahama-gelb“ lackierten Aston Martin DBS. Dessen schwarzes Kennzeichen mit weißem BS 1-Schriftzug hatte der bekannte britische Zirkuskünstler Billy Smart Jr. den Serienmachern ausgeliehen, nutzte es aber weiterhin selbst. Einen Aston Martin gleicher Bauart besaß bereits George Lazenby 1969 in dem James-Bond-Film Im Geheimdienst Ihrer Majestät.

### Waffen
Auffällig oft ist in der Serie eine Beretta M1934 in den Händen der Hauptdarsteller und Gegenspieler zu sehen. Daneben eher seltener die Walther P38, Walther PPK und der Colt M1911 oder, noch seltener, ein Revolver. Diese Waffen waren auch bereits in Serien wie Simon Templar, Mit Schirm, Charme und Melone oder Department S zu sehen.

## Trivia

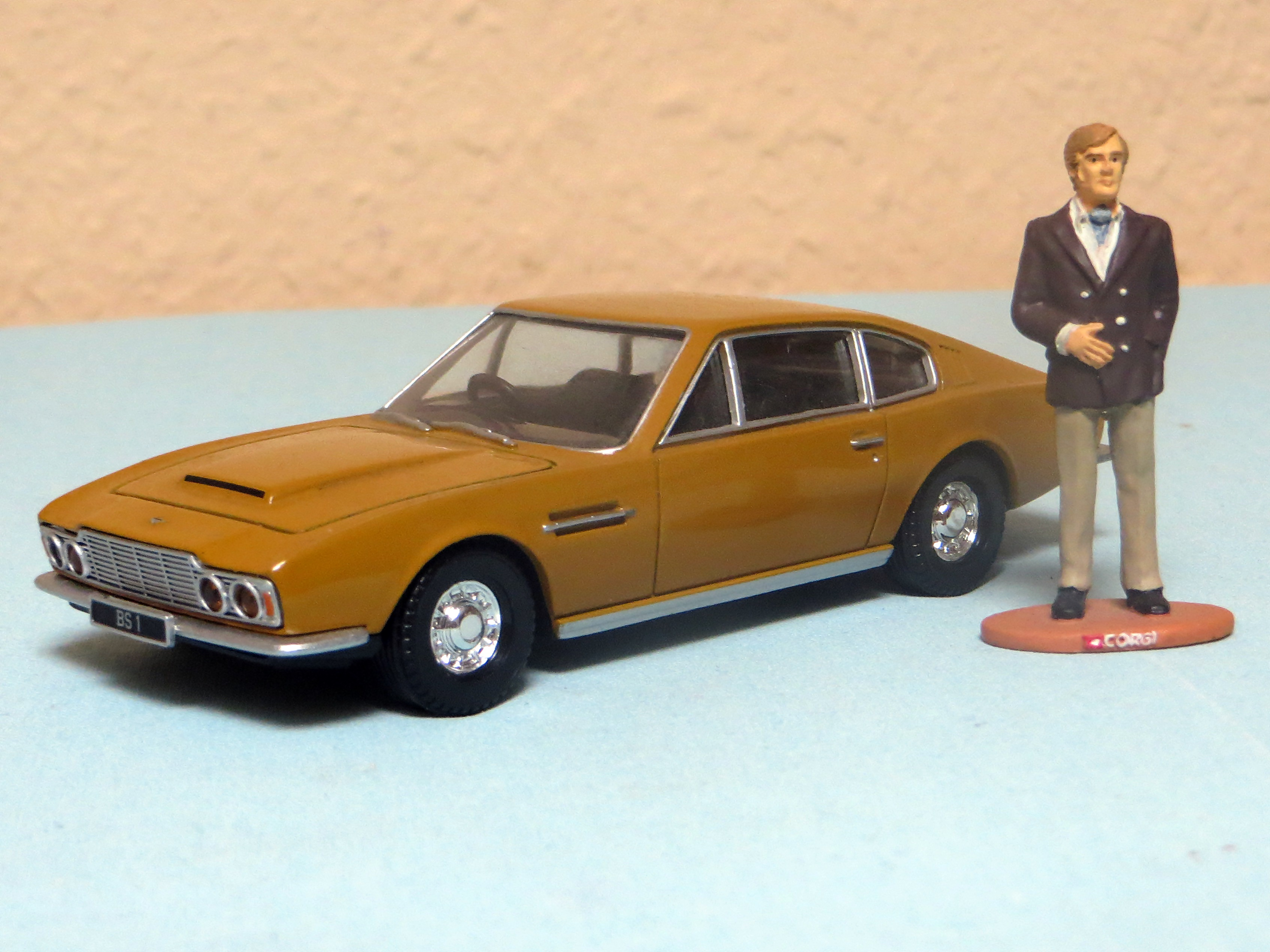
Aston Martin DBS mit Brett-Sinclair-Figur von Corgi Toys

Zum 30. Jubiläum der Serie brachte die britische Spielzeugfirma Corgi Toys ein 1:36-Modell des Aston Martin DBS mit Brett-Sinclair-Figur heraus.
Der Autor Helmut Rellergerd alias Jason Dark benannte die Hauptfigur seiner Romanreihe Geisterjäger John Sinclair nach eigener Aussage nach dem von Roger Moore verkörperten Lord Brett Sinclair.
Der Musikproduzent Bratt Sinclaire benannte sich nach dem Brett Sinclair aus der Serie.